# Pena (Góis)
Pena é uma aldeia inserida na freguesia e Município de Góis, Distrito de Coimbra e é integrante da rota das Aldeias do Xisto.

## Geografia
Enquadra-se num cenário natural de rara beleza. Estende-se por um viso que vai morrer à ribeira da Pena, a cerca de 600 metros de altitude. As suas águas são cristalinas, embora bastante frias dada a sua proximidade da nascente e do facto de correr sobre terrenos rochosos. Esta ribeira dá muita vida à aldeia, pois é a partir dela que os campos são regados. O seu caudal nunca seca, sendo por isso aproveitado, nos meses mais quentes do ano, pelos habitantes locais e por alguns visitantes, para banhos. Nesse aspecto a ribeira reserva locais espectaculares com cascatas, lagos e muita vegetação..
A natureza foi também extremamente generosa para com esta aldeia ao presenteá-la com os majestosos "Penedos de Góis", que alcança o seu ponto mais alto aos 1040 metros, dos quais sobressai o "Penedo Abelha" (nome dado pelos locais), que na opinião de alguns assume contornos da cara de um monstro de pedra. Vários são os trilhos que permitem ao visitante explorar a beleza dos penedos e da sua magnífica envolvência. Os percursos a efectuar podem também ser escolhidos atendendo ao seu grau de dificuldade. O percurso mais acessível será o antigo caminho de ligação da Pena à aldeia dos Povorais, e permite uma excelente panorâmica aérea sobre a aldeia da Pena e todo o vale, e sobre o Trevim (ponto mais alto da serra da Lousã). Quem fizer um pequeno desvio poderá chegar ao cimo dos Penedos, podendo daí avistar a Serra da Estrela a Serra do Açor e o Trevim (Santo António da Neve).
A vegetação é abundante e variada. Um dos ex-libris da aldeia são mesmo os seus velhos castanheiros, que foram em tempos a base de sustento dos habitantes locais. A importância que tiveram na economia local deixou as suas marcas na divisão das propriedades e na arquitectura de muitas casas (a existência de caniços). Alguns especialistas afirmam mesmo que existem na Pena castanheiros milenares, mas o que pelo menos todos reconhecem é que muitos deles terão vários séculos de existência. São pois um património histórico que interessa preservar, embora corram sérios riscos devido à proliferação de árvores de crescimento rápido, e aos incêndios. Nos meses mais rigorosos de Inverno é frequente os montes em redor da aldeia ficarem cobertos de neve, nomeadamente os "Penedos de Góis" e com maior frequência, o Trevim (a 1.200 metros de altitude)..

## Património
- Penedo da Abelha
- Alminha
- Castanheiro notável
- Moinho do Rodízio do Poço da Lontra
- Museu Etnográfico Família Neves
- Caminho do Xisto